# Kees Limmen
Kees Limmen (28 luglio 1955) è un ex cestista olandese.

## Carriera
Con i Paesi Bassi ha disputato i Campionati europei del 1977.